# Deutsche Rentenversicherung Baden-Württemberg
Die Deutsche Rentenversicherung Baden-Württemberg ist ein Regionalträger der Deutschen Rentenversicherung mit Hauptsitz in Karlsruhe und einem Sitz in Stuttgart. Den Vorsitz der Geschäftsführung hat Andreas Schwarz.

## Geschichte und Organisation
Die Deutsche Rentenversicherung Baden-Württemberg ist rechtlich selbständig und ging aus der früheren Landesversicherungsanstalt (LVA) Baden-Württemberg hervor. Die Umbenennung erfolgte im Oktober 2005. Die LVA Baden-Württemberg war zuvor am 1. Januar 2001 durch Fusion der LVA Baden in Karlsruhe und LVA Württemberg in Stuttgart entstanden.

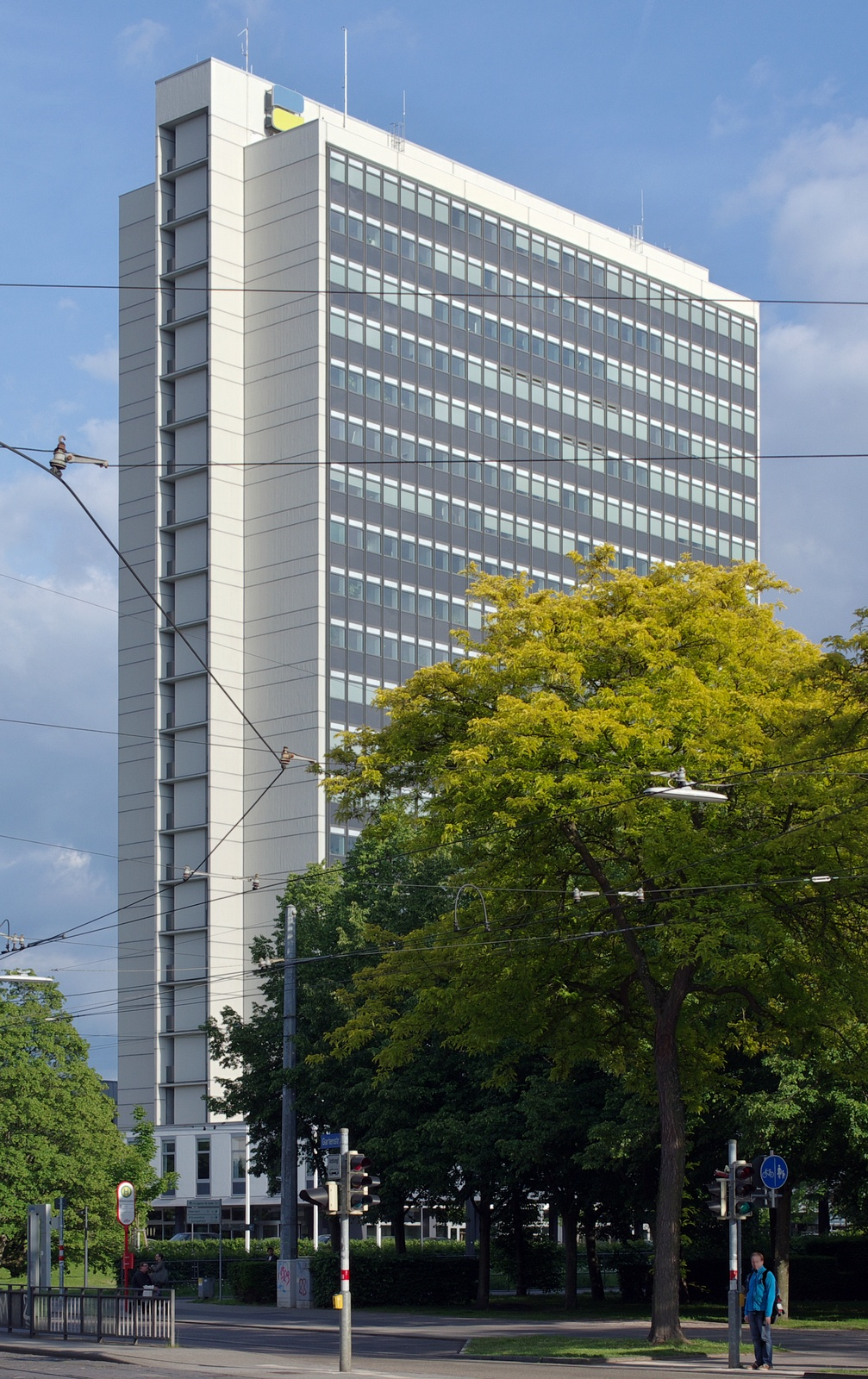
Hauptsitz in Karlsruhe

Im Leistungsbereich (zuständig für Rente, Beitragsangelegenheiten, berufliche und medizinische Rehabilitation sowie für die Betriebsprüfung) bestehen 15 Regionalzentren, von denen sich neun in den Regionen und sechs am Hauptsitz und Sitz befinden. Im Landesteil Württemberg gibt es die externen Regionalzentren Aalen, Heilbronn, Ravensburg, Reutlingen, Schwäbisch Hall und Ulm.
Vor der Zusammenführung mit der LVA Württemberg gab es im Bereich Baden keine Regionalzentren. Externe Regionalzentren befinden sich für den Landesteil Baden in Freiburg, Offenburg, Mannheim und Villingen-Schwenningen. Neben den externen Regionalzentren gibt es in Karlsruhe und Stuttgart interne Regionalzentren.
Daneben bestehen weitere Außenstellen (Auskunfts- und Beratungsstellen) in  Freudenstadt, Göppingen, Lörrach, Pforzheim, Sigmaringen, Singen, Stuttgart und Tauberbischofsheim (2009: noch 14, 2005: noch 18).
Seit 1. Oktober 2005 ist die Deutsche Rentenversicherung Baden-Württemberg, wie jeder Regionalträger, für die Beratung aller Versicherten in der gesetzlichen Rentenversicherung zuständig und hat am 1. August 2007 auch das Beratungsnetz der Deutschen Rentenversicherung Bund übernommen. Die Kliniken sind seit dem 1. Januar 2007 eigenverantwortlich in die RehaZentren Baden-Württemberg gGmbH (rund 1100 Mitarbeiter) ausgegliedert worden.
Die Deutsche Rentenversicherung Baden-Württemberg betreibt auch die Gemeinsamen Servicestellen für Rehabilitation in Baden-Württemberg, bei denen schwerbehinderte Menschen Rat und Hilfe erhalten.
2010 wurden in Mannheim, Ravensburg und Stuttgart Servicezentren für Altersvorsorge ins Leben gerufen, die neutral, anbieterunabhängig und kostenlos zur finanziellen Vorsorge fürs Alter informieren. Seit dem 1. März 2011 bietet die Deutsche Rentenversicherung Baden-Württemberg diesen Service landesweit in allen Regionalzentren an.
Mit ihren rund 3600 Beschäftigten und über 4 Millionen Versicherten ist die Deutsche Rentenversicherung Baden-Württemberg der größte Regionalträger der Deutschen Rentenversicherung. Sie ist auch Verbindungsstelle für Rentenangelegenheiten mit den Ländern Griechenland, Liechtenstein, der Schweiz und Zypern.

## Historische Untersuchungen über die Zeit des Nationalsozialismus
2017 ließ die Deutsche Rentenversicherung Baden-Württemberg die Geschichte ihrer Vorgängerorganisationen, der beiden Landesversicherungsanstalten (LVA) Baden und Württemberg in der Zeit des Nationalsozialismus untersuchen. In seiner einschlägigen Studie kam der beauftragte Zeithistoriker Christoph Wehner (Universität Jena) zu dem Schluss, dass die beiden Versicherungsträger stärker an der Diskriminierung der Juden und politischen Gegner der Nationalsozialisten als angebliche Schädlinge der „Volksgemeinschaft“ beteiligt waren als bisher angenommen. Nach vollständiger Entmachtung der Selbstverwaltung und Durchsetzung des Führerprinzips zählten weniger Kranke, Alte und Behinderte zur Zielgruppe der Rententräger, sondern vielmehr die „rassisch wertvollen“ sogenannten Volksgenossen. 1937 wurde ein Rentenausschuss für „Staatsfeinde“ eingerichtet, der den Ausschluss der jüdischen Versicherten aus dem Leistungskatalog umsetzte.